# Straßenbahn Reims

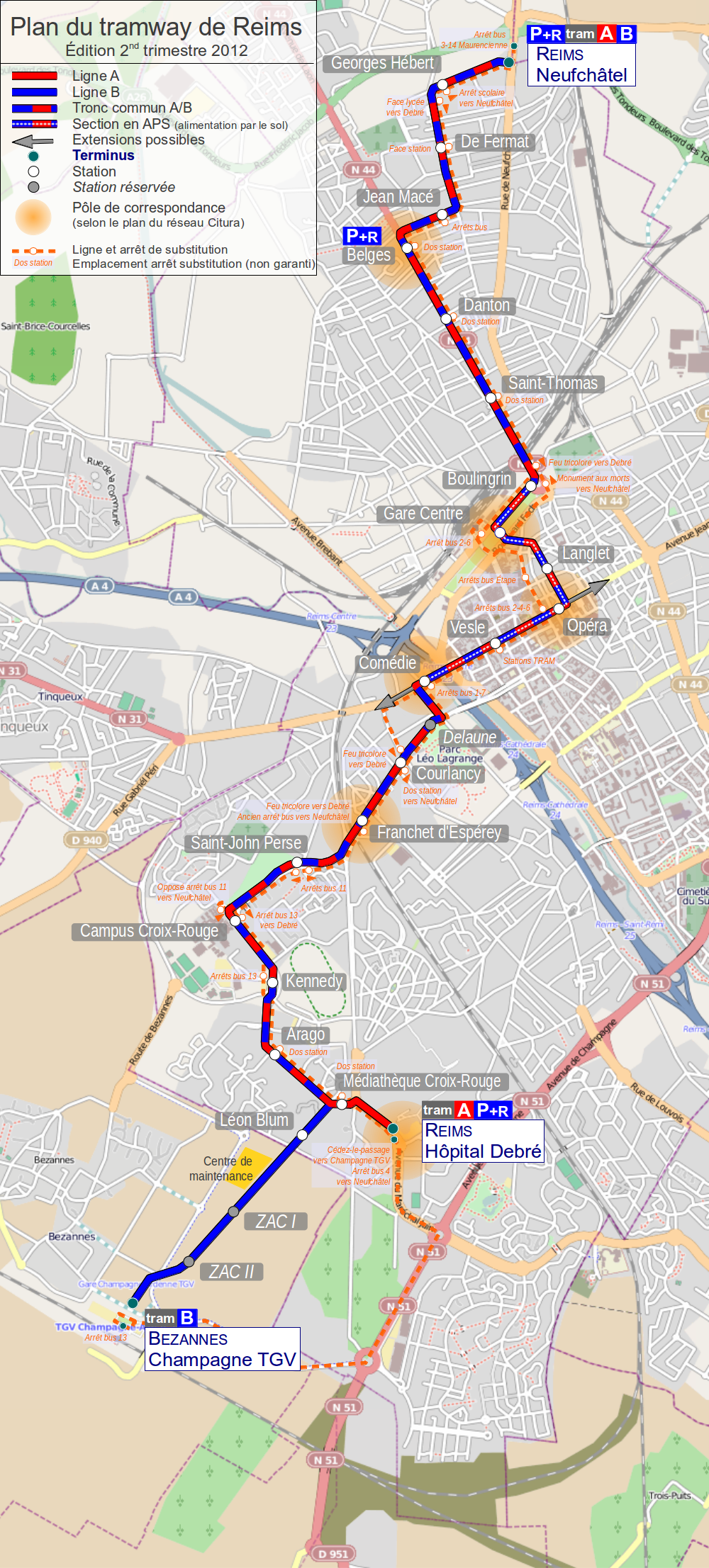
Linienplan

Die Straßenbahn Reims (französisch Tramway de Reims) ist ein Straßenbahnsystem in der französischen Stadt Reims, welches seit dem 16. April 2011 befahren wird. Nach drei Jahren Bauzeit ging ein gut 11 Kilometer langes Straßenbahnnetz in Betrieb, auf dem zwei Linien verkehren.
Eine meterspurige Straßenbahn verkehrte von 1881 bis 1939; sie entstand aus den seit 1872 existierenden Pferdebussen.

## Pferdebus und Straßenbahn bis 1939
Im Juni des Jahres 1872 wurden die ersten zwei Linien des Pferdebusnetzes in Betrieb genommen. Ein Jahr später kam eine dritte Linie hinzu. Im Jahr 1875 entschied der Conseil Municipal, das Netz zu modernisieren und eine normalspurige Straßenbahn mit insgesamt vier Linien zu bauen. Die Bauarbeiten begannen im Jahr 1878 und die Inbetriebnahme der ersten drei Kilometer fand 1881 statt. Im Jahr 1899 folgten erneute Umbauarbeiten, die Straßenbahn wurde auf Meterspur umgespurt und elektrifiziert. Die ersten elektrischen Bahnen fuhren im Juni 1900. Der Betrieb beförderte kurz vor dem Ersten Weltkrieg 10 Millionen Fahrgäste auf sechs Linien.
Während des Ersten Weltkrieges wurde das Netz komplett zerstört, es wurde bis 1920 größtenteils wieder aufgebaut. In den 1920er Jahren modernisierte die Compagnie des tramways de Reims die Fahrzeuge und das Netz wurde erweitert. Im Jahr 1937 entschied die Stadt, das Straßenbahnnetz stillzulegen und auf Busbetrieb umzustellen. Bis November 1939 wurde dies bei allen Linien umgesetzt.

## Planungsgeschichte
1984 begannen Planungen zum Bau einer neuen Straßenbahn, die 1986 der Öffentlichkeit vorgestellt wurden. Am 14. Januar 1991 stoppte Bürgermeister Jean Falala (RPR) ein baureifes Projekt, das auf erhebliche Widerstände der Einzelhändler in der Innenstadt gestoßen war. Falalas Nachfolger Jean-Louis Schneiter (UDF) griff ab Oktober 2003 die Planungen erneut auf: Nach einer Phase der Abstimmung von politischen Gremien und Behörden wurde das Projekt zwischen September 2004 und Januar 2005 der Bevölkerung vorgestellt. Dabei wurde deutlich, dass der Bau der Straßenbahn weiterhin auf erhebliche Vorbehalte der Einzelhändler, konservativer Parteien sowie der Gewerkschaft der Busfahrer stieß. Die Gewerkschaft befürchtete angesichts der höheren Kapazität von Straßenbahnen einen Abbau von Arbeitsplätzen. Dennoch traf der Gemeinderat am 28. Februar 2005 eine Grundsatzentscheidung zum Bau der Straßenbahn. Bei den Kommunalwahlen 2008 konnten sich ihre Befürworter unter der neuen Bürgermeisterin Adeline Hazan durchsetzen.
Zur Finanzierung war im April 2005 die Transportsteuer Versement transport von 1,0 auf 1,8 % heraufgesetzt worden. Am 10. Oktober 2006 wurde der Vertrag mit dem Konsortium Mobilité agglomération Rémoise (MARS) unterzeichnet. MARS ist für die Finanzierung, die Ausführungsplanung, den Bau und für den Betrieb des Straßenbahnsystems bis 2041 verantwortlich; zudem übernahm das Konsortium im Januar 2008 den Busverkehr in Reims. Hauptanteilseigner von MARS sind der Schienenfahrzeughersteller Alstom (17 %), das Transportunternehmen Transdev (17 %) sowie das staatliche Finanzinstitut Caisse des Dépôts (30 %). Durch die Bildung des Konsortiums, in dem die beteiligten Firmen für die Wartung der selbsterstellten Anlagen verantwortlich sind, sollen Konflikte zwischen bauausführenden und betreibenden Firmen vermieden werden. Das für Frankreich neue Organisationsmodell wurde in ähnlicher Form beim Rhônexpress, der Flughafenbahn in Lyon, angewandt. Aufgabenträger für den Nahverkehr ist der Kommunalverband Reims Métropole, der für die Tarifpolitik, die Entscheidung über Ausbaumaßnahmen und die Kontrolle von MARS zuständig ist.
Am 13. Februar 2008 lag die Feststellung des öffentlichen Nutzens (déclaration d’utilité publique (DUP)) vor, diese ist mit dem Planfeststellungsbeschluss des deutschen Planungsrechts vergleichbar. Vorsorgliche archäologische Untersuchungen im Bereich der geplanten Strecke hatten im Juli 2007 begonnen; die eigentlichen Bauarbeiten starteten am 31. März 2008.

## Streckennetz

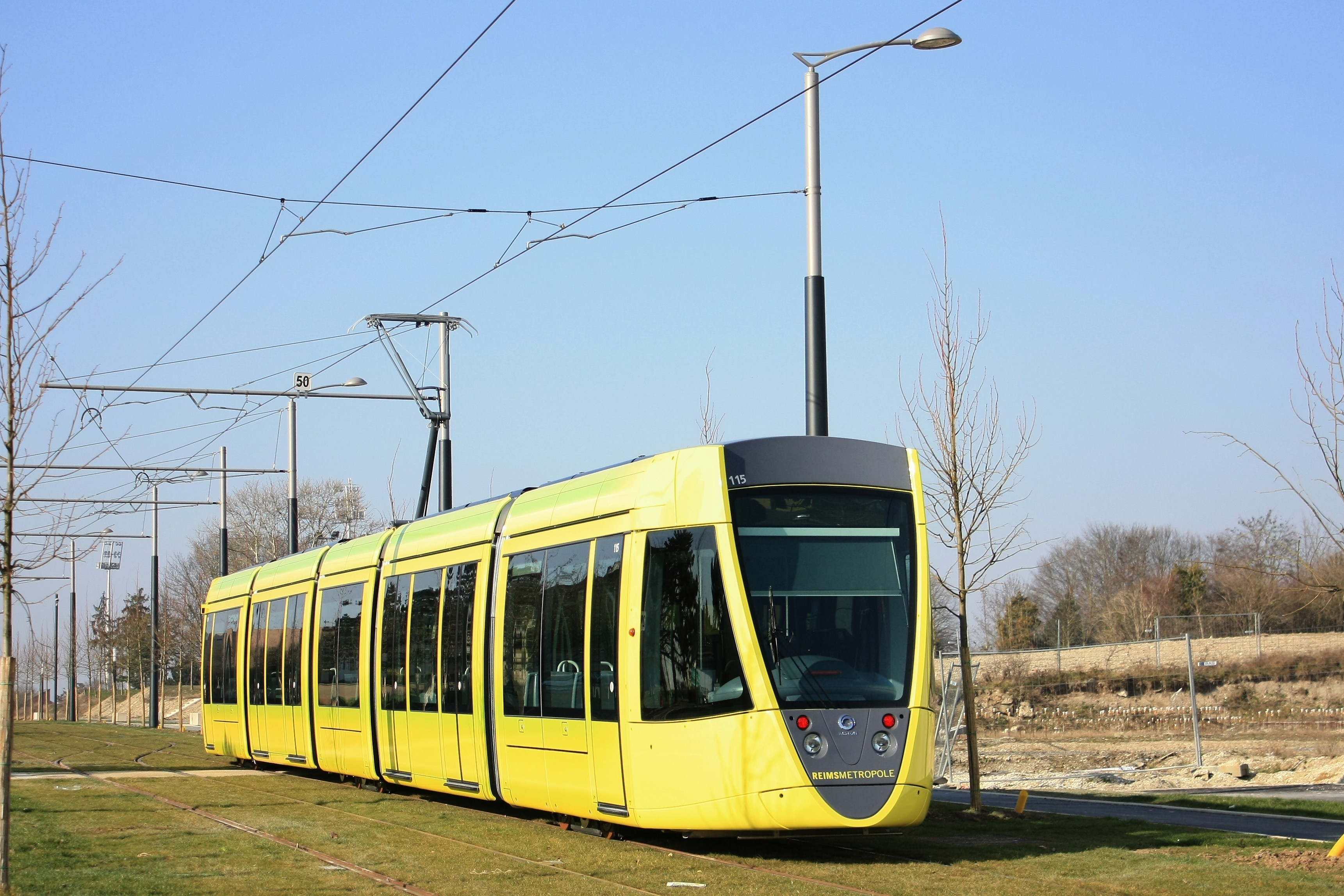
Testfahrt der Straßenbahn Reims im März 2011

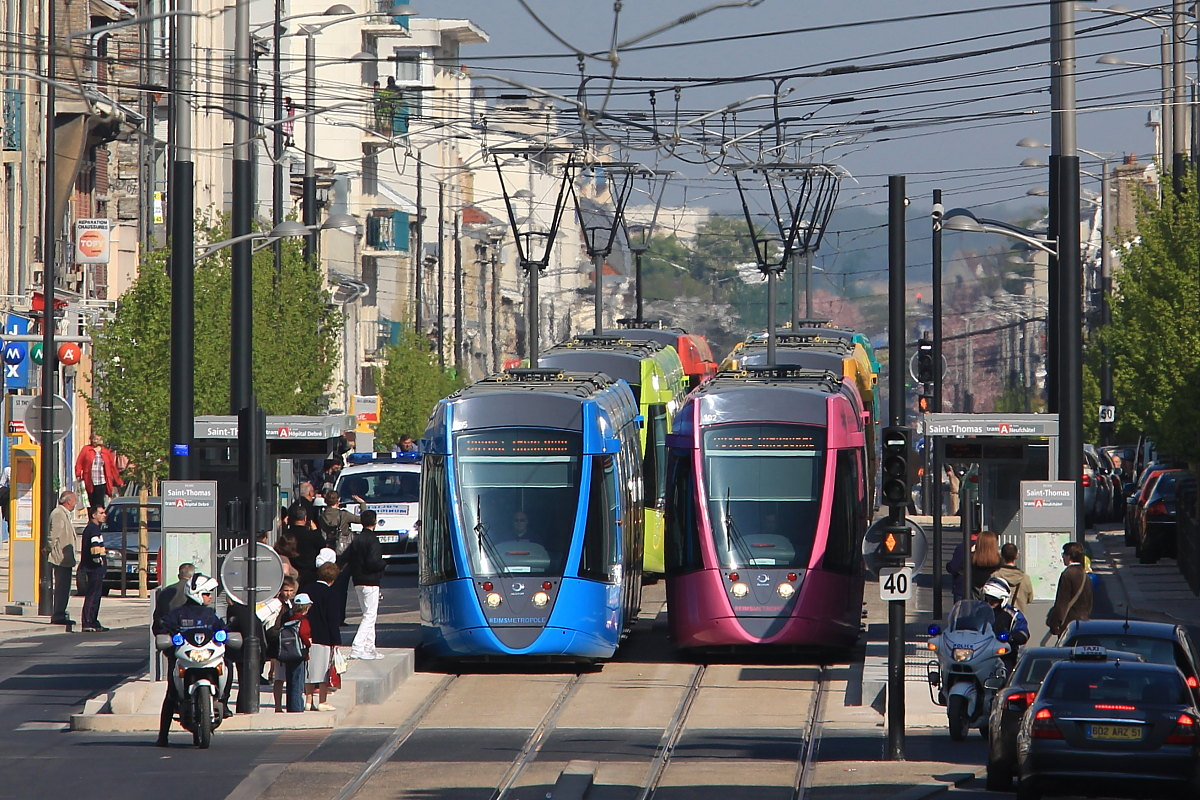
Straßenbahnfeier am Tag der Eröffnung

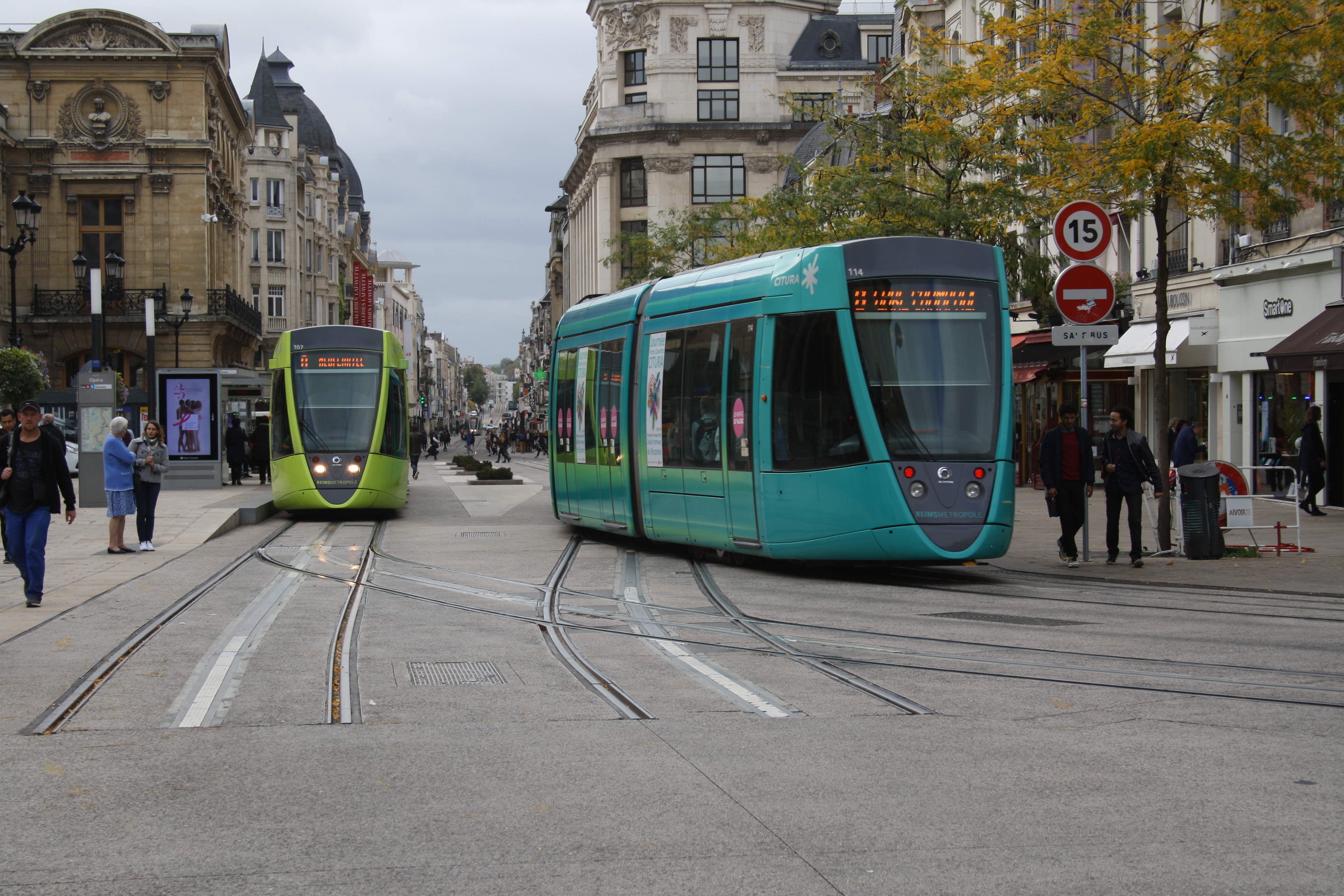
Station Opéra mit Weichen des geplanten Abzweigs in Richtung Épinettes

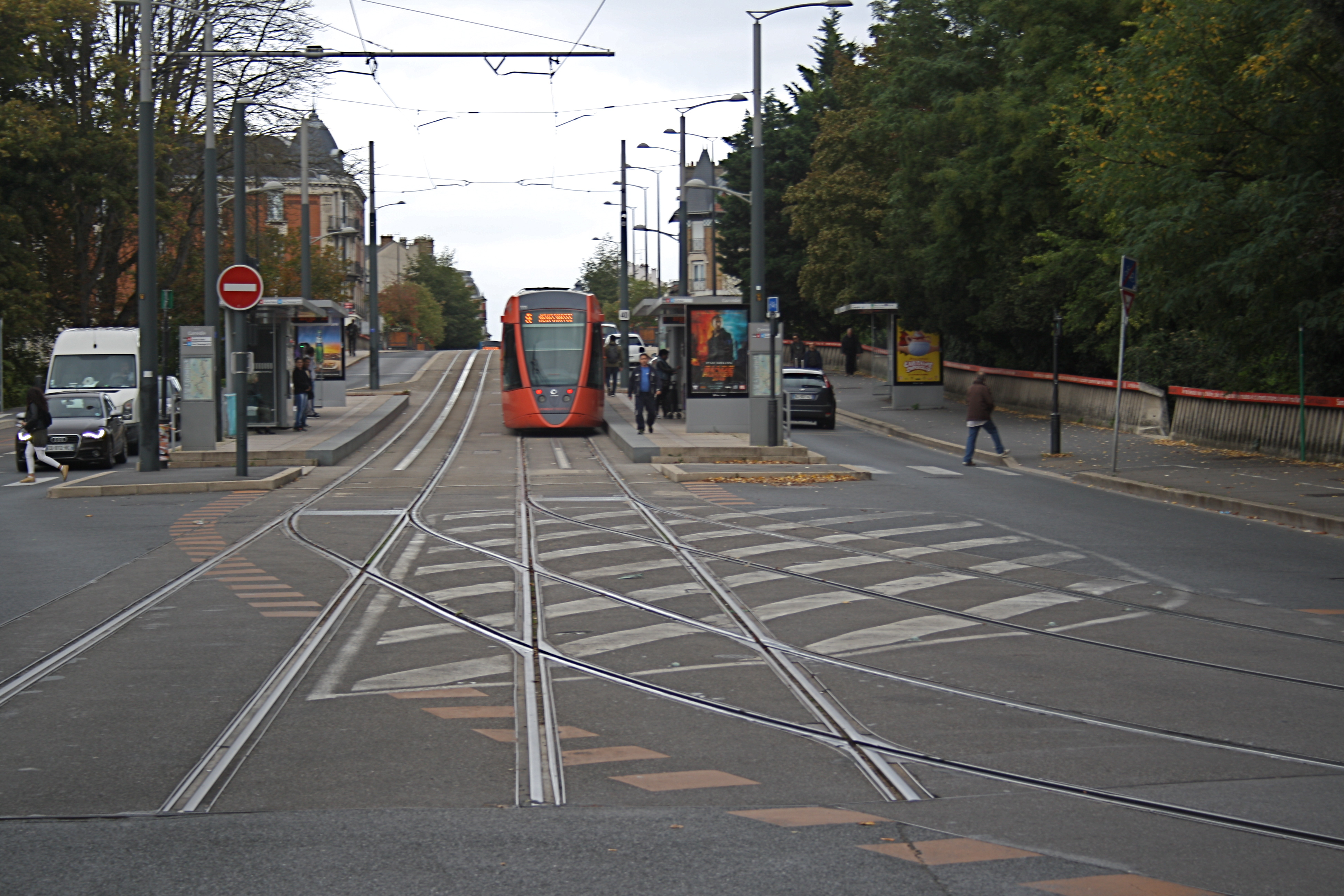
Systemwechselstelle Oberleitung/Stromschiene an der Station Comédie

Das am 16. April 2011 eröffnete Straßenbahnnetz ist insgesamt 11,2 Kilometer lang und besteht aus einer Nord-Süd-Strecke, die die Innenstadt durchquert und einer Zweigstrecke zum TGV-Bahnhof Bezannes. Startpunkt im Norden ist der Stadtteil Orgeval, anschließend führt die Strecke durch die Einkaufsstraße Avenue de Laon. Haltestellen sind das Geschäftszentrum Clairmarais und der Bahnhof Reims, bevor das Stadtzentrum durchquert wird. Die Strecke passiert die Kathedrale von Reims. Nach Überquerung des Flusses Vesle und des Canal de l’Aisne à la Marne folgen die Haltestellen Comédie de Reims, der Léo-Lagrange-Stadtpark und das Auguste-Delaune-Stadion. Eine weitere Haltestelle gibt es an einer großen Privatklinik. Schließlich erreicht die Bahn das Croix-Rouge-Stadtviertel mit seinen 20.000 Einwohnern und der Universität. Die Endhaltestelle ist vor dem Regionalhospital.
Die Zweigstrecke zum 2007 eröffneten TGV-Bahnhof Bezannes ist teilweise eingleisig, wobei der Bau des zweiten Gleises vorbereitet wurde. Die Strecke führt weitgehend durch unbebautes Gebiet, zu dessen städtebaulicher Entwicklung die Straßenbahn beitragen soll. Insgesamt wurden 23 Haltestellen gebaut, in deren Einzugsbereich 70.500 Menschen wohnen und sich 26.500 Arbeitsplätze befinden.
In der Innenstadt von Reims verkehrt die Straßenbahn auf 1,9 Kilometer ohne Oberleitung, stattdessen erfolgt die Stromversorgung über eine Stromschiene nach dem APS-System: Um Passanten nicht zu gefährden, wird die Stromschiene nur dann unter Strom gesetzt, wenn der Streckenabschnitt von Straßenbahnen befahren wird. Diese Stromversorgung war in der Ausschreibung gefordert worden, um das Stadtbild im Bereich der Kathedrale von Reims, die seit 1991 zum Weltkulturerbe zählt, nicht zu beeinträchtigen.
Wie bei zahlreichen anderen französischen Straßenbahnprojekten wurden auch in Reims der Bau der Straßenbahn für städtebauliche Maßnahmen genutzt. Dabei wurde bislang durch Kraftfahrzeuge genutzten Straßenflächen zugunsten von Fußgängern und Radfahrern umgestaltet. Ein weiteres Ziel der Maßnahmen war die Aufwertung von Stadtvierteln. Am Hauptbahnhof entstand ein Straßentunnel, wodurch der Bahnhofsvorplatz vergrößert werden konnte und für Umsteiger Fahrbahnquerungen entfielen. Insgesamt wurden circa ein Drittel der Investitionen für städtebauliche Maßnahmen aufgewendet.

## Fahrzeuge, Betriebshof und Fahrplan
Der Fahrzeugpark besteht aus 18 Triebwagen des Typs Citadis 302. Der erste Zug wurde am 26. März 2010 in Reims angeliefert; ab Oktober 2010 wurde das gesamte Streckennetz für Probefahrten genutzt. Die Citadis-Triebwagen sind 32,4 Meter lang, 2,4 Meter breit und können bis zu 205 Fahrgäste befördern. Die Züge wurden vom Schweizer Designer Ruedi Baur gestaltet. Die Frontpartie ähnelt als Tribut an die Lage der Stadt einem Champagnerglas; jeder Zug ist in einer der acht im September 2005 ausgewählten Farben gehalten. Über das Farbkonzept für die Straßenbahntriebwagen und die Gestaltung der Fahrzeugköpfe konnten die Bürger abstimmen. Haltestellen und Werkstätten erlauben die Verlängerung der Triebwagen auf 44 Meter.
Der Straßenbahnbetriebshof Bezannes entstand nahe der Abzweigung der Strecke zum TGV-Bahnhof. Im Betriebshof wurden auch die Werkstatt und die Betriebsleitzentrale errichtet. Bei Bedarf kann seine Abstellkapazität auf 40 Triebwagen erweitert werden.
Das Straßenbahnnetz wird von den Linien A und B zwischen 5:30 und 0:30 Uhr befahren. Die Linie A bedient die Nord-Süd-Strecke; sie wird pro Tag 133 Mal bei einem Takt zwischen sechs und 18 Minuten befahren. Die Linie B verbindet den Hauptbahnhof mit dem TGV-Bahnhof Bezannes; der Fahrplan sieht 38 Fahrten pro Tag bei einer Taktzeit von 18 bis 30 Minuten vor, wobei die Fahrten auf den Fahrplan des TGV abgestimmt sind. Seit dem 29. September 2011 sind alle Fahrten der Linie B über den Hauptbahnhof hinaus bis zur nördlichen Endstelle der Linie A Neufchâtel verlängert.
Insgesamt wurden für den Bau der Straßenbahn und die begleitenden städtebaulichen Maßnahmen 338 Millionen Euro investiert; weitere 75 Millionen Euro entfielen auf Planungs- und Finanzierungskosten sowie die Übernahme des vorhandenen Busbetriebes. Das Konsortium MARS trug circa 60 % der Gesamtausgaben; es refinanziert sich von Betriebseinnahmen und durch Zahlungen des Aufgabenträgers. Pro Tag werden 45.000 Fahrgäste erwartet.
Die 2011 in Betrieb gegangenen Straßenbahnstrecken erschließen je ein Drittel der Arbeitsplätze und Wohnungen des Ballungsgebietes von Reims. Konkrete Erweiterungspläne bestanden bei Betriebseröffnung nicht; bei deren Entwicklung sollen die Betriebserfahrungen berücksichtigt werden.